# 伊藤昌弘
伊藤昌弘（日语：／ Itō Masahiro，1992年7月24日—）是日本男聲優，隸屬於響。

## 演藝生涯
2021年，獲得聲優獎新人男優獎。

## 配音作品

### 電視動畫
2019年
- 卡片戰鬥!! 先導者 新右衛門篇（蒼波盾將 豪爾格斯）

2020年
- ARGONAVIS from BanG Dream!（七星蓮[2]）

2021年
- Praeter之傷（Dusk）
- 卡片戰鬥!! 先導者  overDress（石龜座草）
- 我們的重製人生（橋場恭也[3][4]）

2022年
- 卡片戰鬥!! 先導者 will+Dress（石龜座草）
- 點滿農民相關技能後，不知為何就變強了。（里庫斯[5]）

2023年
- 卡片戰鬥!! 先導者 will+Dress（石龜座草）
- 最強陰陽師的異世界轉生記（學生C）
- 我喜歡的女孩忘記戴眼鏡（小村楓[6]）

2025年
- 離開A級隊伍的我，和從前的弟子往迷宮深處邁進（研究员B）

### 劇場動畫
2021年
- 劇場版ARGONAVIS 流星伴奏（七星蓮）

2023年
- 劇場版ARGONAVIS AXIA（七星蓮）

### 遊戲
2019年
- 惡魔72（[7]）
- 萌酒Box（三河武士純米吟釀酒）
- 九州三國志[8]

2020年
- REALIVE!〜帝都神樂舞隊〜（冰室零）
- Hero Cantare 英雄神鬪曲（[9]）
- Food Fantasy（土豆泥[8]）

2021年
- ARGONAVIS from BanG Dream! AAside（七星蓮[10]）
- 精靈之境（梅花鹿[11]）

2023年
- Brown Dust－棕色塵埃（日语：ブラウンダスト）（因德羅[12]）

### 有聲漫畫
2023年
- 我喜歡的女孩忘記戴眼鏡（小村楓）

## 外部連結
- 經紀公司個人資料頁（日語）
- 伊藤昌弘的X（前Twitter）（日語）